# Galmo Williams
Oliver Galmo „Gilley“ Williams (* 1966 in Bottle Creek, North Caicos) ist ein Politiker der Progressive National Party (PNP) der Turks- und Caicosinseln, der unter anderem 2009 Premierminister der Turks- und Caicosinseln war.

## Leben
Williams besuchte zuerst die Bottle Creek Primary School, aus der die heutige Adelaide Oemler Primary School hervorging, sowie anschließend die Bottle Creek High School, Vorläuferin der heutigen Raymond Gardiner High School. Im Anschluss absolvierte er eine Ausbildung im Hotel- und Gaststättenmanagement am Miami Lakes Technical Institute, die er mit einem Diplom beendete. 
Bei den Wahlen 2003 bewarb er sich für die Progressive National Party (PNP) im Wahlbezirk 13 Cheshire Hall und wurde mit großer Mehrheit zum Mitglied des Parlaments (House of Assembly) gewählt. Im Anschluss wurde er am 15. August 2003 vom damaligen Chief Minister Michael Misick zum Minister für Inneres und öffentliche Sicherheit in dessen Regierung berufen und war als solcher verantwortlich für Einwanderung, Arbeit, Feuerschutz, Haftanstalten, Naturkatastrophen, Straßensicherheit, Geburts- und Sterberegister, Notfall-, Such- und Rettungsdienste, Kadettenprogramme sowie die Küstenwache. Am 12. Februar 2009 trat er von seinen Ministerämtern im Kabinett des nunmehrigen Premierministers Misick zurück, woraufhin Lillian Boyce dieses Ministeramt übernahm. Am 13. Februar 2009 trat zudem der bisherige stellvertretende Premierminister und Finanzminister Floyd Hall zurück. Premierminister Misick kündigte daraufhin für den 31. März 2009 seinen eigenen Rücktritt an und übernahm vorübergehend selbst das Amt des Finanzministers, während Innenministerin Lillian Boyce zugleich stellvertretende Premierministerin wurde.
Am 28. Februar 2009 gewann Williams nach drei Wahlgängen die Position als Führer der Progressive National Party (PNP) und wurde damit Nachfolger Misicks als Parteivorsitzender. Am 16. März 2009 kündigte Gouverneur Gordon Wetherell Pläne für eine teilweise Suspendierung der Verfassung an, wonach Kabinett und Parlament aufgelöst werden und deren Machtbefugnisse vom Gouverneur mit der Unterstützung eines Beratungsgremiums für zwei Jahre übernommen werden sollten. Nach intensivem Druck von PNP-Mitgliedern trat Misick entgegen seinen bisherigen Absichten bereits vorzeitig am 23. März 2009 zurück, woraufhin Williams am Nachmittag des 23. März 2009 den Amtseid als Premierminister ablegte und der zweite Premierminister der Turks- und Caicosinseln wurde. Am 27. März 2009 wurde das Kabinett vereidigt, dem Royal Robinson als Finanzminister und Karen Delancy Innenministerin angehörten. Auf Grund von Korruptionsvorwürfen erklärte das britische Außenministerium die Regierung der Turks- und Caicosinseln gegen den Willen der PNP am 14. August 2009 für abgesetzt. Das Parlament wurde nunmehr tatsächlich aufgelöst und die Verfassung, die die Autonomie von Großbritannien regelt, außer Kraft gesetzt. Die Amtsgeschäfte wurden von Gouverneur Wetherell übernommen. Williams warf der Regierung in London Rekolonialisierung und Bruch von EU-Recht vor. Vier Tage später übernahm am 18. August 2009 ein siebenköpfiger kommissarischer Regierungsrat die Amtsgeschäfte und übte diese bis zum 15. Oktober 2012 aus.
Galmo Williams ist mit Althea Williams verheiratet und Vater von vier Kindern.